# Mättlenstöck
Mättlenstöck är en bergstopp i Schweiz.   Den ligger i kantonen Glarus, i den östra delen av landet, 120 km öster om huvudstaden Bern. Toppen på Mättlenstöck är 2 808 meter över havet, eller 192 meter över den omgivande terrängen. Bredden vid basen är 1,1 km.
Terrängen runt Mättlenstöck är huvudsakligen mycket bergig. Närmaste större samhälle är Glarus, 17,0 km norr om Mättlenstöck. 
Trakten runt Mättlenstöck består i huvudsak av gräsmarker. Runt Mättlenstöck är det glesbefolkat, med 17 invånare per kvadratkilometer.